# Michel Laurent (cantante)
Michel Taïeb, conosciuto con i nomi d'arte di Laurent e Michel Laurent (Tunisi, 25 dicembre 1944 – Le Port-Marly, 5 maggio 2023), è stato un cantante francese di origine tunisina, che conobbe l'apice del successo a cavallo tra la fine degli anni '60 e l'inizio degli anni '70, in particolare con l'evergreeen Sing Sing Barbara.

## Biografia
Trasferitosi a Parigi all'inizio degli anni sessanta iniziò come cantante nei night club cittadini. Nel 1966 pubblicò a nome Laurent il suo primo singolo di successo Ma reine de Saba che fu ripresa da Sylvie Vartan con il titolo La Reine de Saba nel 1973 e che ebbe un rilevante successo nel mercato giapponese.
L'anno successivo pubblicò con i Mardi Gras due singoli Girl I've Got News for You, che fu reinterpretata da Caterina Caselli con il titolo di La mia vita, la vostra vita e Too Busy Thinking about My Baby. Seguì un altro singolo, Les elephants (1970), che però non ebbe successo.
È con il successivo singolo Sing Sing Barbara del 1971, storia di un detenuto che dal carcere di Sing-Sing lancia disperati messaggi d'amore alla sua donna, che ottenne il successo internazionale, dove raggiunse il secondo posto nella classifica dei più venduti in Italia.
Laurent ne incise anche una versione in italiano, con il testo di Paolo Limiti e Felice Piccarreda.
Nel 1972 un altro suo brano Mary Mary ottenne buoni riscontri di vendita e partecipò al Festivalbar 1972.

## Discografia

### 33 giri
- 1973 - Black Young Love (come Michel Laurent)
- 1977 - Super Womanhattan (come Laurent)
- 1977 - N.Y.C (Polydor) (come Michel Laurent)

### 45 giri
- 1963 - Le pantin / Pourquoi
- 1969 - Ma reine de Saba
- 1969 - Ma cathédrale
- 1971 - Les elephants / À cœur (AZ)
- 1971 - Mary Blind Mary / Chez Kit (AZ)
- 1971 - Lady / Pharaon (AZ)
- 1971 - Sing, Sing Barbara / Le Temple Bleu
- 1972 - Promis Jure
- 1972 - Banco
- 1972 - Mary Mary
- 1972 - Le cœur à l'envers
- 1973 - Black Young Love
- Comme Un Clown

### EP
- 1963 - C'est bien fini
- 1963 - Perdu
- 1963 - Je pleure ma peine
- 1965 - La lampe d'Aladin
- 1967 - Ma Reine de Saba
- 1967 - La colline des vents
- 1968 - Bon voyage